# Ciclisme en pista

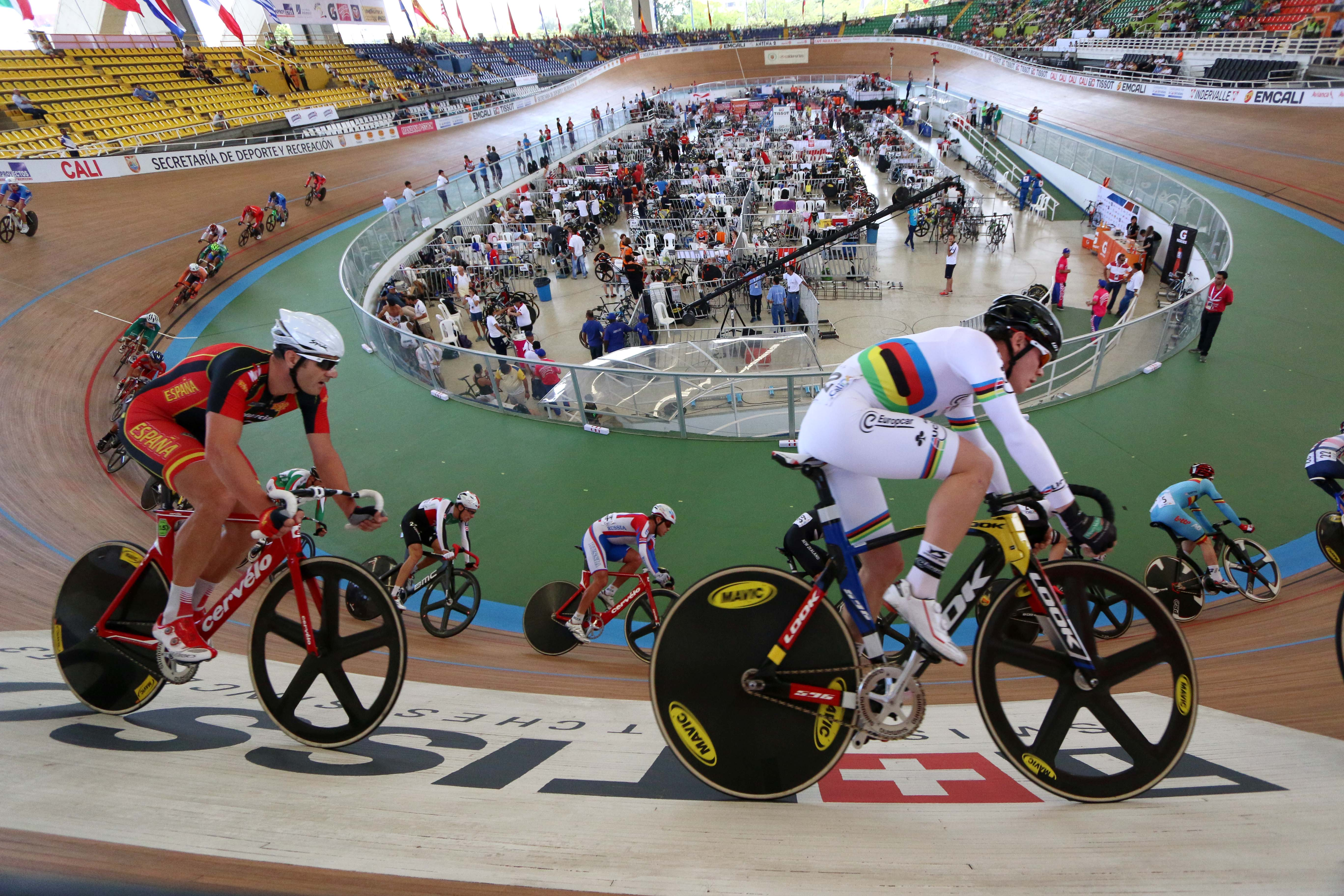
Competició de ciclisme en pista a Cali, Colòmbia

El ciclisme en pista és una prova del ciclisme que es caracteritza per disputar-se en un velòdrom. Es fan servir bicicletes de pista, una mica més altes que les de ruta, per evitar el fregament a les voltes. A diferència de les bicicletes de ruta, les bicicletes de pista no tenen frens ni canvis, tenen pinyó fix, és a dir, els pedals continuen en moviment fins que s'atura la roda, com en les bicicletes de spinning, aconseguint frenar aplicant una mica de força pel costat contrari del pedaleig.

## Proves de ciclisme en pista

### Velocitat individual
Consisteix en un esprint d'una sola persona amb previ impuls d'una volta al velòdrom; aquesta prova és de 200 metres. Segons la classificació d'aquests 200 metres es fa una llista d'emparellaments (el millor temps contra el darrer, el segon contra el penúltim...), crant així un torneig per rondes.

### Velocitat per equips
Prova anaeròbica en la qual un equip de tres integrants realitzen un esprint sense impuls previ. Quan el ciclista que va en primera posició finalitza la primera volta al velòdrom deixa pas als seus dos companys, que venen en fila rere seu; obrint-se a la part alta del velòdrom. Llavors, el segon ciclista, i el tercer rere d'ell, recorre la segona volta. En finalitzar-la dona pas al tercer ciclista, el qual en finalitzar la tercera volta acaba la prova. Guanya l'equip que fa el millor temps.

### Quilòmetre contrarellotge
Consisteix en un esprint individual en el qual el ciclista ha d'arrencar des de zero, o sense impuls previ, amb l'objectiu de recórrer el nombre de voltes necessàries fins a completar un quilòmetre. És una prova en la qual no hi ha repesca ni sèries eliminatòries, cosa que la converteix en una de les més extenuants, ja que el resultat és el final. En la modalitat femenina la distància a disputar són 500 metres.

### Persecució individual

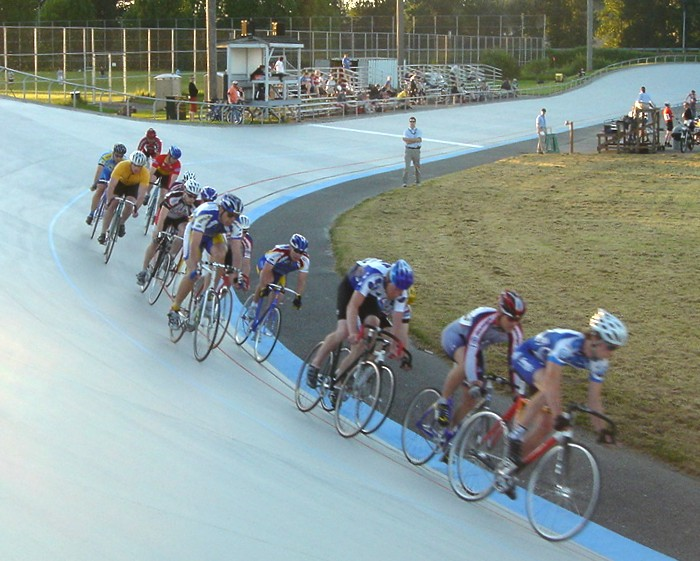
Ciclisme en pista a Redmond

Prova on dos ciclistes s'enfronten sobre una distància determinada i prenen la sortida en dos punts oposats de la pista. El vencedor és aquell que abasti l'altre corredor o, si no n'hi ha, el que registri el millor temps.

### Persecució per equips
Prova aeròbica on s'enfronten dos equips compostos per quatre ciclistes cada un en una persecució sobre 4 km. Els equips prenen la sortida en dos punts oposats de la pista. Guanya l'equip que sumi millor temps o aquell el tercer corredor del qual relegui el tercer corredor del conjunt contrari.

### Cursa per punts
Cursa on es cobreixen entre 25 i 40 km, i on la classificació final s'estableix pels punts sumats pels ciclistes en els esprints que tenen lloc cada cert nombre de voltes i per voltes guanyades.

### Keirin
Prova en la qual diversos corredors disputen un esprint després d'haver efectuat un determinat nombre de voltes darrere d'un llançador en ciclomotor o amb bicicleta fins a assolir els 40 km/h, moment en què el llançador abandona la pista i es produeix l'esmentat esprint (normalment sol ser de 2,5 voltes, tot i que pot variar segons la llargada de la pista del velòdrom).

### Scratch

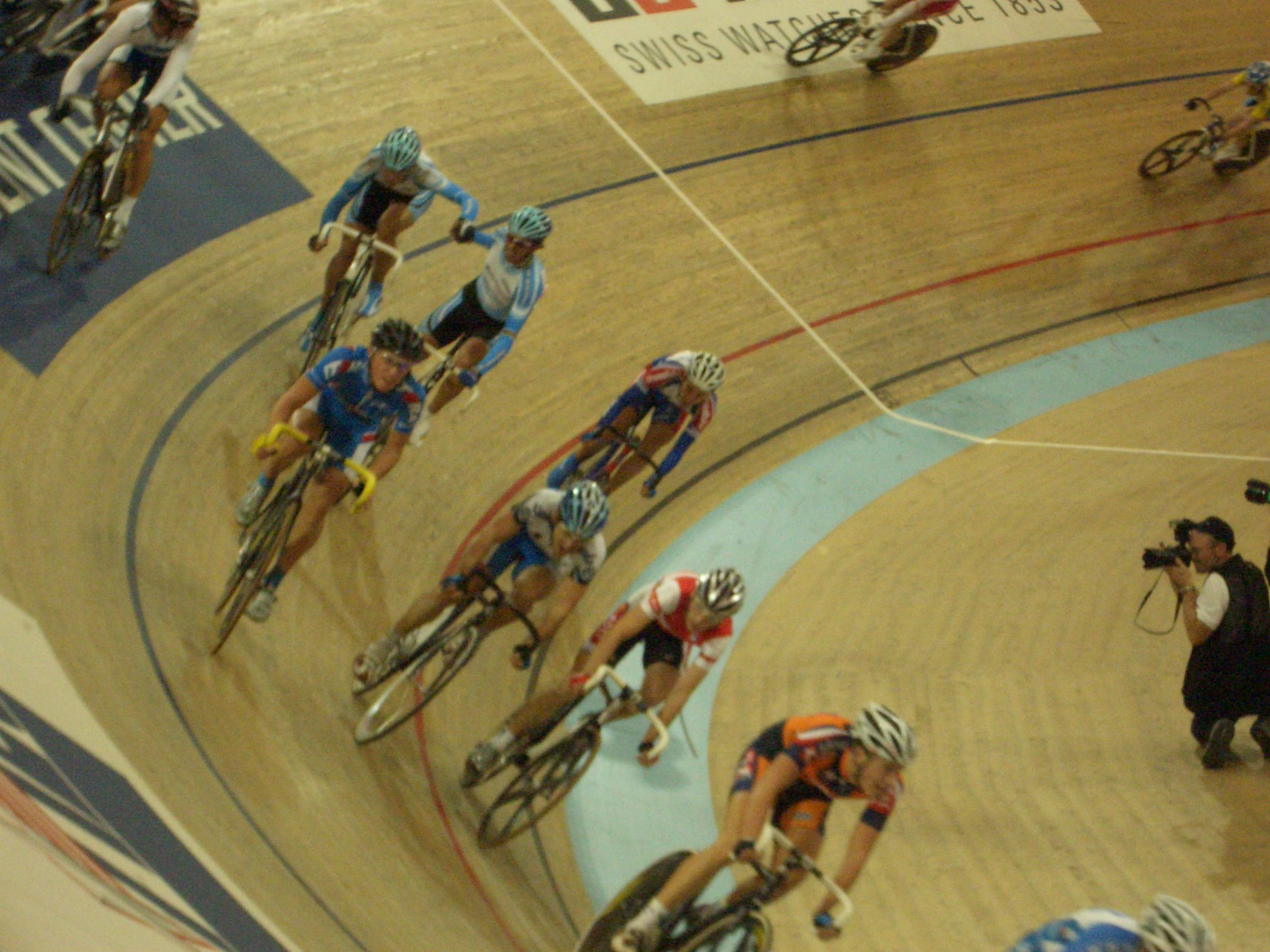
Prova de Madison

Prova en la qual un grup d'uns 25 ciclistes competeixen entre si amb coneixement previ de les voltes que dura la prova. En una taula es mostra un compte enrere del nombre de voltes segons el ciclista que vagi al capdavant. Aquesta prova és final, ja que no té repesca.

### Madison
És una variació de la prova de puntuació en la qual es participa per equips de dos ciclistes, en els quals només un participa en un moment determinat. Es caracteritza per la forma en la qual es donen els "relleus", agafant-se del braç del company i aprofitant per augmentar l'acceleració amb l'impuls. La màxima longitud a cobrir és de 50 km, realitzant-se sprints cada 5 km i puntuant els quatre primers.

### Òmnium
Es disputa individualment o per equips i consisteix en diferents proves tant de velocitat com de resistència. S'otorguen punts de manera ascendent per cada prova i al final obté la victòria qui té menys punts.

### Tàndem

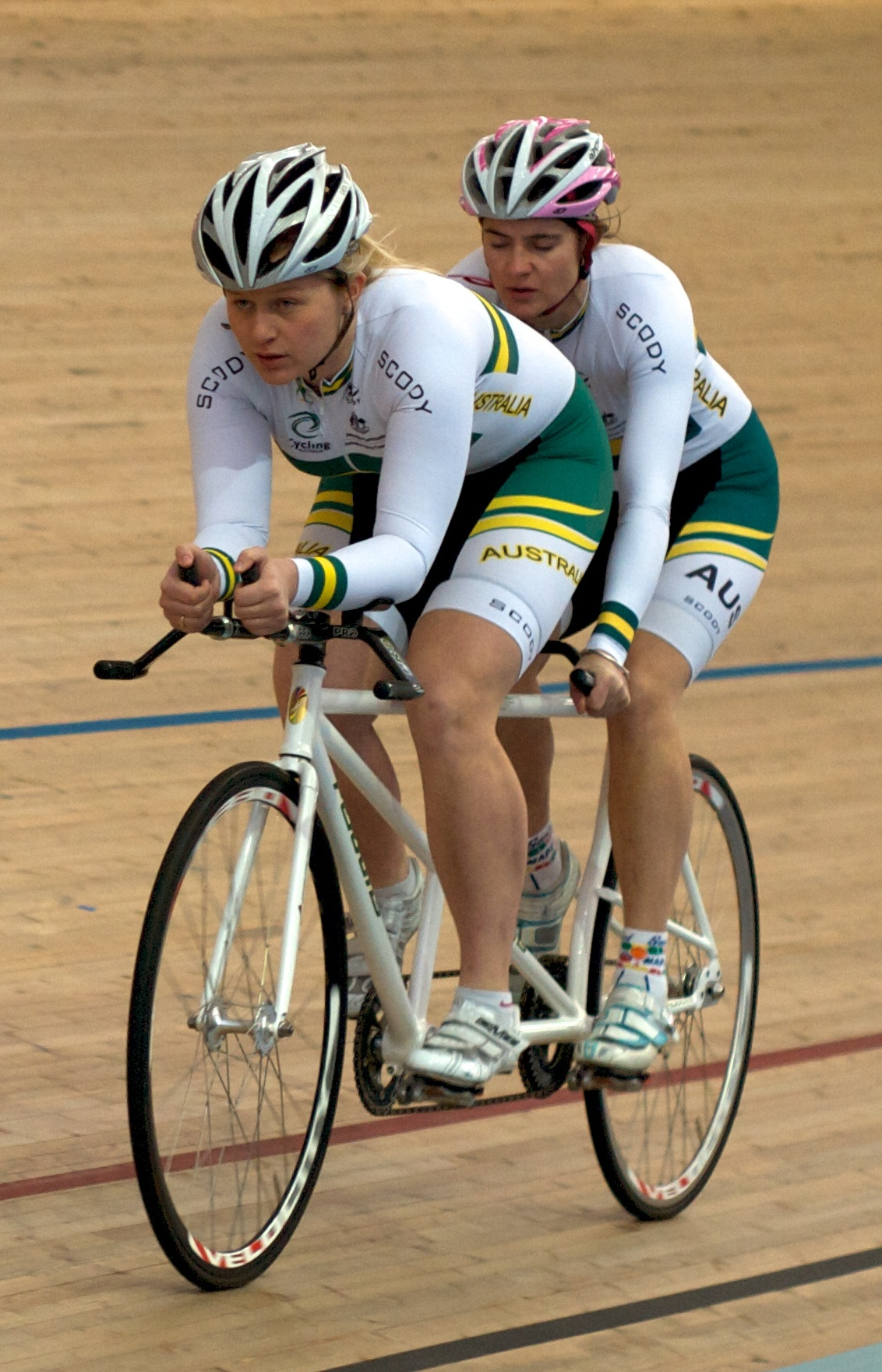
Prova de Tàndem

Prova que es disputa amb una bicicleta de tipus tàndem per dos ciclistes. Les regles són les mateixes que en les competicions de velocitat.

### Darrere moto
Es disputa per un equip format per un ciclista (o stayer) i un motorista (o entrenador) i poden ser proves de mig fons o de persecució. L'entrenador porta una motocicleta de cilindrada petita, dotada d'un quadre que manté un corró mòbil a 60-80 cm de la roda posterior, i corre precedint el stayer per tal de vèncer la resistència de l'aire i d'obrir-li un “passadís” per on el ciclista pot augmentar la velocitat. Aquest, al seu torn, acciona la bicicleta procurant de mantenir la seva roda anterior en contacte amb el corró mòbil.

### Cursa per eliminació
Cursa on els ciclistes van quedant eliminats fins només quedar un.

## Principals competicions

### Jocs Olímpics
Es disputa cada quatre anys dins dels Jocs Olímpics. Actualment s'inclouen deu proves.

### Campionat del Món de ciclisme en pista
Es fa cada any, normalment entre març i abril, al final de la temporada d'hivern.

### Copa del Món de ciclisme en pista
Consisteix en quatre o cinc esdeveniments durant la temporada d'hivern en el que s'inclouen entre 17 i 19 proves.